# Монкривелло
Монкривелло (итал. Moncrivello) — коммуна в Италии, располагается в регионе Пьемонт, в провинции Верчелли.
Население составляет 1476 человек (2008 г.), плотность населения составляет 74 чел./км². Занимает площадь 20 км². Почтовый индекс — 13040. Телефонный код — 0161.
Покровителем коммуны почитается святой Евсевий из Верчелли, празднование 1 августа.

## Демография
Динамика населения:

## Администрация коммуны
- Официальный сайт: http://www.comune.moncrivello.vc.it/